# Ernährung und Medizin
Die Zeitschrift  Ernährung und Medizin (Eigenschreibweise ernährung + medizin Abkürzung e & m) ist eine medizinische Fachzeitschrift in Deutschland, die ihren Lesern die Zertifizierung ärztlicher Fortbildung (CME) durch Auswertung eines Fragebogens zu jedem Themenschwerpunkt pro Heft im Jahresabonnement zum Preis von 79,90 Euro exklusive 9,50 Euro Versandkosten (im Inland) anbietet. Für Schüler, Studenten und Diätassistenten ist ein Vorzugspreis von 39,95 Euro (ohne Versandkosten) ausgelobt.
Sie wird vom Verband für Ernährung und Diätetik (VFED) in Aachen herausgegeben, ist für dessen Mitglieder die kostenlose Verbandszeitschrift und erscheint im Hippokrates-Verlag ursprünglich unter VitaminSpur, welche unter neuem Namen durch die Medizinverlage Stuttgart übernommen und bei der Thieme Verlagsgruppe veröffentlicht wird.
Die unentgeltlich vertriebene Auflage wird mit 5.000 Stück jährlich angegeben.
Die Zeitschrift richtet sich an alle Diätassistenten und Ökotrophologen und ist ab 1993 als E-Journal online und kostenlos abrufbar. Sie behandelt Themen aus den ZDB-Sachgebieten 610 Medizin, Gesundheit, 630 Landwirtschaft, Veterinärmedizin; 640 Hauswirtschaft; 333.7 Natürliche Ressourcen, Energie und Umwelt.
Die Deway-Dezimalklassifikation ist 613.205

Die OCLC-Nr. des Mediums lautet: 615032566